# Комсомольский (микрорайон Перми)
Комсомольский — микрорайон в составе Дзержинского района Перми.

## География
Микрорайон расположен в правобережной части города, ограничен с юга железной дорогой, с запада улицей Белоевской, с востока улицей 1-я Сортировочная, с севера улицей Ветлужской. На западе микрорайон граничит с микрорайоном Заречный (Железнодорожный), на востоке и севере с микрорайоном Акуловский.

## История
Микрорайон развился из поселка Комсомольский, который возник после Великой Отечественной войны, когда здесь начали строиться жилые дома для железнодорожников. В 1960 году поселок относился еще к Кировскому району. В поселке была своя школа №120 по ул.Машинистов 43 (позднее школа №111), баня по ул.Лепешинской 3 и клуб «Локомотив» по ул.Кочегаров 39. В годы Великой Отечественной войны на этом месте располагался лагерь для немецких военнопленных; для умерших было устроено кладбище, ныне это пустырь с автостоянкой на границе микрорайона с соседним микрорайоном Заречный (Железнодорожный). В последние годы началась некоторая реновация территории, вместо сносимого ветхого жилья построено несколько многоквартирных домов. Согласно ряду документов градостроительного характера микрорайон является частью более крупного микрорайона Акулова.

## Улицы
Параллельно железной дороге последовательно проходят улицы Кочегаров,  Машинистов и Ветлужская. Перпендикулярно железной дороге расположены улицы Белоевская, Лепешинской, генерала  Наумова и 1-я Сортировочная (с запада на восток). 

## Инфраструктура
Станция Пермь-Сортировочная. Пермский завод пластмассовых изделий.

## Транспорт
Автобусные маршруты №6, 15, 60, 10Т. Остановочная платформа «Комсомольская» Свердловской железной дороги.